# Cryptotis matsoni
Cryptotis matsoni — вид ссавців родини землерийкових. Це ендемік сходу Сьєрра-Мадре Гватемали, де він мешкає на висоті приблизно 2560 м над рівнем моря. Його довжина від голови до крупа становить 86 мм, а хвіст становить 31 % довжини від голови до крупу. Його природне середовище існування — ліси. Його назвали на честь американського натураліста Джона Орвілла «Джека» Метсона.